# شورية

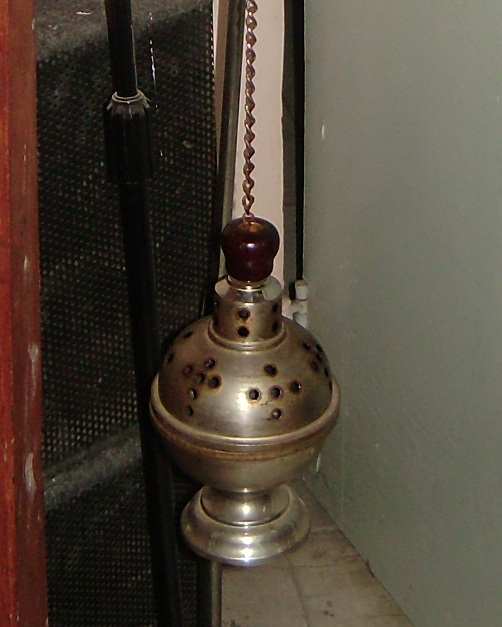
مبخرة ذات سلسلة كما تستخدمها بعض الكنائس الغربية

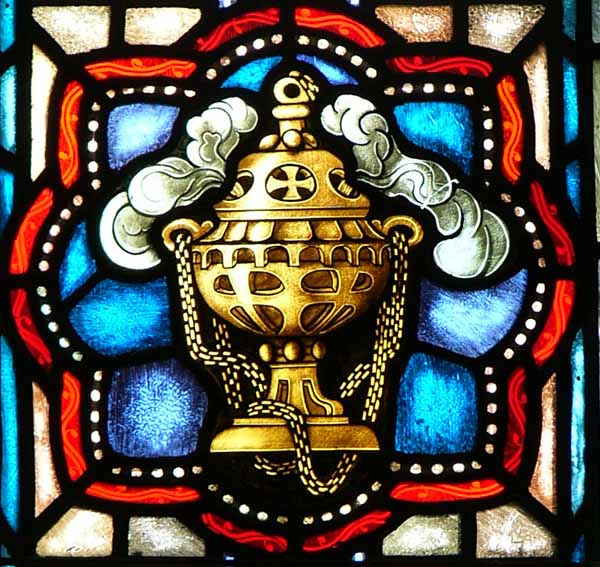
تصوير نافذة زجاجية معشق لمبخرة ، كنيسة القديس أغناطيوس

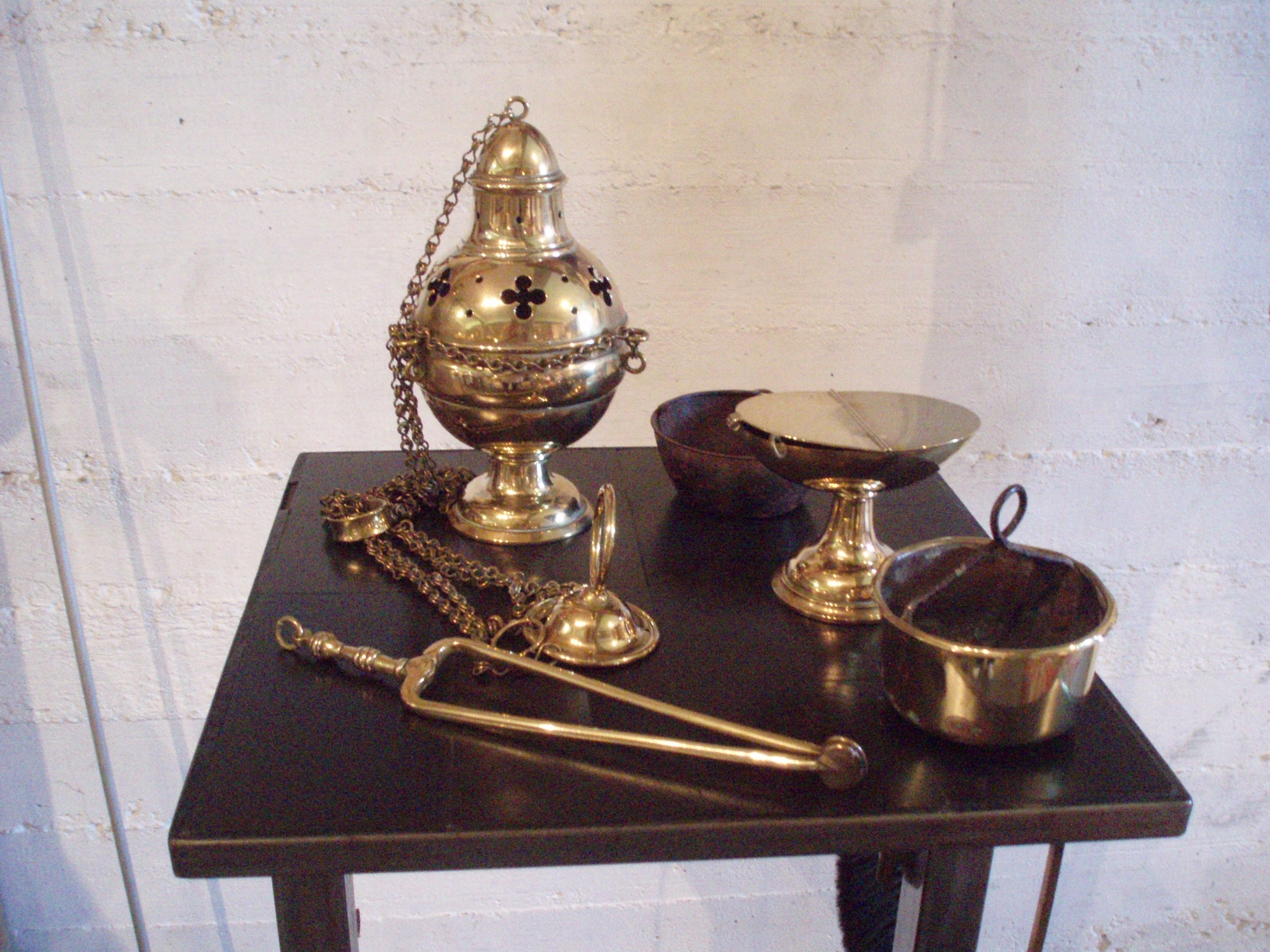

الِمبخَرة أو الشورية في الكنسية هي مبخرة معدنية معلقة بسلاسل يحرق فيها البخور أثناء قداس العبادة. تُستخدم في العديد الكنائس المسيحية مثل الكنيسة الرومية الكثلية والأرثوذكسية الشرقية والكنيسة الآشورية الشرقية والأرثوذكسية الشرقية ، والكنائس الأنجليكانية وفي الكنائس اللوثرية الكثلية القديمة والميثودية المتحدة والكنيسة الإصلاحية والكنيسة المشيخية بالولايات المتحدة الأمريكية في الكنائس الرومانية الكاثوليكية واللوثرية والإنجيلية ، يُطلق على خادم المذبح الذي يحمل المبخرة اسم المُبَخِّر أو حامل المِبخَرة. تعود جذور هذه الممارسة إلى التقاليد السابقة لليهودية في زمن الهيكل اليهودي الثاني.